# Американская рулетка
Американская рулетка — разновидность азартной игры рулетки, распространенная в США.

## История
В США рулетка появилась вместе с французскими эмигрантами, и впервые была замечена в Новом Орлеане в начале XIX века (1800 год). Переживая запреты и легализации, рулетка обзавелась ещё одним сектором с двумя нулями — «двойное зеро», в результате чего доля казино увеличилась, а шансы игрока на победу — уменьшились. Но особую популярность в игорных заведениях США игра не завоевала и до сих пор (более распространены в Америке кости и разновидности покера). В Лас-Вегасе и Атлантик-Сити рулетка предлагается лишь как дополнительное развлечение, а в казино, находящихся в индейских резервациях, её совсем нет. Зато большое распространение получила американская онлайн-рулетка.

## Правила
Колесо американской рулетки разделено на сектора (или слоты), количество которых в американской рулетке равно 38. Каждый слот пронумерован. Порядок нумерации такой, что в результате достигается определённый баланс в расположении чисел по чётности и номиналу. Все сектора последовательно окрашены в чёрный и красный цвет, а «нулевые» сектора имеют зелёный цвет.
Начиная игру, крупье раскручивает колесо рулетки и запускает в него шарик, затем предлагает игрокам сделать ставки. Не менее чем за три круга до полной остановки шарика, ставки должны быть сделаны — все последующие ставки считаются недействительными.
Каждый раз крупье запускает шарик с предыдущего номера. Если шарик запущен с другого сектора, то spin считается недействительным, и в этом случае крупье бросает ещё раз.
В американской рулетке насчитывается 11 видов основных ставок, к ряду внутренних ставок добавлена ставка на 5 чисел (0; 00; 1; 2; 3). Вероятность выигрышей почти такая же, как и в европейской рулетке, и зависит от типа ставки. Ставки бывают внутренние, то есть те которые ставятся непосредственно на клетки игрового поля, и внешние, устанавливаемые на специально отведённые места по бокам. Сумма выигрыша также зависит от ставки. Чем меньше вероятность выигрыша, тем большую сумму можно получить. Устные ставки в американской рулетке отсутствуют.
Американская рулетка отличается от европейской несколько меньшими размерами игрового стола, а самое главное: наличием двух «нулевых секторов», имеющих названия «зеро» и «двойное зеро». Все номера (кроме нулевых секторов) на игровом поле имеют соответствующие цвета (красные и чёрные).
В ряде американских казино практикуется правило «сдачи». Заключается оно в том, что игроку, сделавшему ставку, предусматривающую шансы выигрыша 50/50 (чёрное/красное, малое/большое или тому подобную), в случае выпадения «нулевых» секторов возвращают половину сделанной ставки.